# 275. strelska divizija (ZSSR)
275. strelska divizija (izvirno rusko 275. стрелковая дивизия; kratica 275. SD) je bila strelska divizija Rdeče armade v času druge svetovne vojne.

## Zgodovina
Divizija je bila ustanovljena avgusta 1941 v Novo-Moskovsku in bila deaktivirana decembra 1942. Ponovno so jo ustanovili avgusta 1944.